# Saint-Cyr-sur-Menthon
Saint-Cyr-sur-Menthon è un comune francese di 1 631 abitanti situato nel dipartimento dell'Ain della regione dell'Alvernia-Rodano-Alpi.

## Società

### Evoluzione demografica
Abitanti censiti